# Олялін Микола Володимирович
Мико́ла Володи́мирович Оля́лін (рос. Николай Владимирович Олялин; 22 травня 1941, Опіхаліно, Вологодський район, Вологодська область, РРФСР, СРСР — 17 листопада 2009, Київ, Україна) — радянський і український кіноактор, кінорежисер і сценарист. Член НСКінУ (1971). Народний артист УРСР (1979). Кавалер Ордена князя Ярослава Мудрого V ступеня (21.05.2001).

## Життєпис

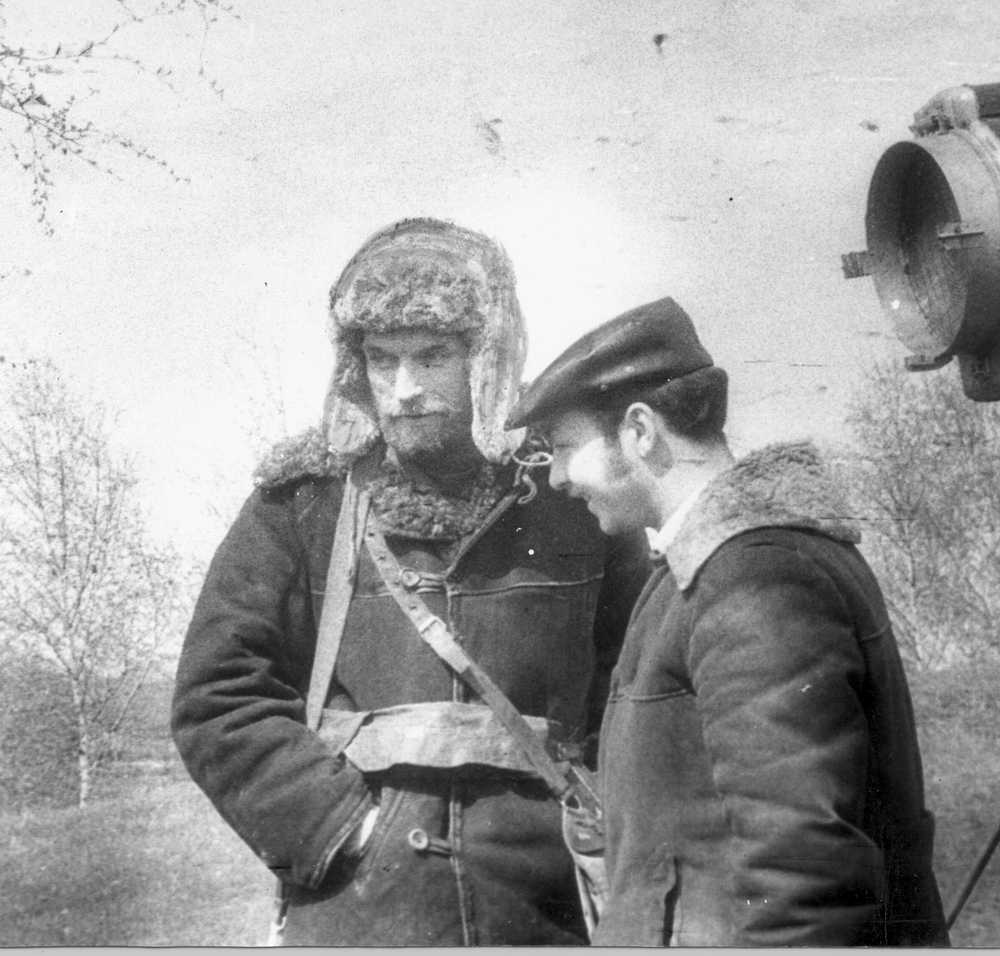
М.В. Олялін у ролі лісника Серафима в перерві між зйомками кінофільму «Злива» поблизу міста Переславля (1974)

Народився в робітничій родині. Закінчив Ленінградський інститут театру, музики і кінематографії (1963). Працював у Красноярському театрі юного глядача. 
З 1968 року — актор Київської кіностудії ім. О. П. Довженка.
Жив у Києві. В останні роки життя тяжко хворів, переніс кілька операцій на серці, зокрема аортокоронарне шунтування. Помер на 69-му році життя 17 листопада 2009 року. Похований разом з дружиною на Байковому кладовищі (ділянка № 49а, 50°24′59.05″ пн. ш. 30°30′6.05″ сх. д. / 50.4164028° пн. ш. 30.5016806° сх. д.).

## Фільмографія
Акторські кіно- і телероботи:
- «Дні льотні» (1965, Болдирєв)
- «Визволення» (1968—1971, Цвєтаєв, «Мосфільм»)
- «Дума про Британку» (1969, Середенко)
- «Назад дороги немає» (1970, Топорков)
- «Біг» (1970, Крапілін, «Мосфільм»)
- «Секундомір» (1970, Сергій Лавров)
- «Мир хатам, війна палацам» (1970, Драгомирецький)
- «Відвага» (1971, Клименко)
- «Джентльмени удачі» (1971, Верченко, полковник міліції)
- «Іду до тебе…» (1971, Сергій Мержинський)
- «Хороший хлопець» (1971, Віктор Логінов)
- «Довга дорога в короткий день» (1972, Максим Нерчин)
- «Нічний мотоцикліст» (1972, Павло Старина)
- «Витоки» (1973, Юрій Крупнов, син Дениса (парторг заводу)
- «Океан» (1973, Платонов)
- «Гнів» (1974, Анрі Барбюс)
- «Злива» (1974, Серафим)
- «Зникла експедиція» (1975, золотошукач Силантій)
- «Золота річка» (1976, Силантій)
- «Острів юності» (1976, колгоспник (немає в титрах)
- «Шалене золото» (1976, Берт Сімпсон)
- «Борг» (1977, Селіванов, комісар)
- «Поєдинок в тайзі» (1977, Андрій Лукич)
- «Бачу ціль» (1978, Микола Клоков)
- «Пробивна людина» (1979, начальник управління)
- «Синдикат-2» (1980, Сергій Павловський)
- «Дивна відпустка» (1980, Павло Іванович Алексєєв, виконроб)
- «Балада про пісню» (1981, поет)
- «Росія молода» (1981—1982, Молчан Пашка (1-ша — 6-та, 8-ма — 9-та серії)
- «Білий шаман» (1982, Степан Чугунов)
- «Легенда про княгиню Ольгу» (1983, Віщий Олег)
- «Спекотне літо в Кабулі» (1983, Мельников)
- «Йшов четвертий рік війни...» (1983, полковник)
- «Найкраща дорога нашого життя» (1984, Фролов (Андрійович, начальник мехколони)
- «Дві версії одного зіткнення» (1984, Лосєв)
- «Приходь вільним» (1984, Лозованов)
- «Береги в тумані...» (1985, барон Врангель)
- «В одне єдине життя» (1986, Роман Зоренко)
- «Чорнобиль — Хроніка важких тижнів» (1986, док. фільм; читає закадровий текст)
- «Поранені камені» (1987, Рябцев, полковник)
- «Ваш спеціальний кореспондент» (1987, Андрій Георгійович Регеліє, заступник редактора)
- «Вірними залишимося» (1988, комбриг Важенін)
- «На допомогу, братці!» (1988, воєвода)
- «Биндюжник і король» (1989, Іван П'ятирубель, коваль)
- «Не відстріляна музика» (1989, Вадим Нечаєв)
- «Тепла мозаїка ретро і ледь-ледь» (1990, Микола)
- «Воля» (1992, Україна, не було завершено)
- «Аз воздам» (1993, батько Казимира)
- «Трагедія століття» (1993—1994, Цвєтаєв)
- «В'язниця» (1994)
- «Біг від смерті» (1997, генерал-майор міліції Романов (роль озвучив інший актор)
- «Околиця» (1998, Колька Полуянов)
- «Князь Юрій Довгорукий» (1998, князь Святослав. Приз «Золотий Витязь», 1999)
- «Ледарі» (2002, т/с; Лазарєв)
- «ГАЗ — російські машини» (2002, док. фільм; старий на 21-й «ГАЗ Волга|Волзі»)
- «Тоталізатор» (2003)
- «Нічна Варта» (2004, Інквізитор Максим)
- «Денна Варта» (2005, Інквізитор Максим)
- Запороги (2006, російський воєвода-князь Ромадановський)
- «Єсенін» (2005, т/с; Самохін, колишній співробітник ГПУ)
- «Полювання на ізюбря» (2005, т/с; батько Ізвольського)
- «Бумер. Фільм другий» (2005, дід Ілля)
- «Ведмеже полювання» (2007, Сан Санич)
- «Ленінград» (2007, т/с; Гревицький)
- «Презумпція вини» (2007, батько Ольги)

Режисер-постановник
- «Не відстріляна музика» (1989)
- «Тепла мозаїка ретро і ледь-ледь» (1990)
- «Воля» (1992)

Сценарист:
- «Не відстріляна музика» (1989)
- «Тепла мозаїка ретро і ледь-ледь» (1990)

## Нагороди та премії

Могила Миколи Оляліна на Байковому кладовищі

- Лауреат Республіканської премії ЛКСМУ імені Миколи Островського (1972)
- Заслужений артист УРСР (1973)
- Народний артист УРСР (1979)
- Спеціальний приз кінофестивалю «Стожари»: «Актору України за вагомий внесок в кіномистецтво» (1997)
- Кавалер Ордена князя Ярослава Мудрого V ступеня — за визначні заслуги перед Українською державою в галузі кіномистецтва, багаторічну плідну творчу діяльність[5]
- У вересні 2008 року Миколі Оляліну розпорядженням Президента України Віктора Ющенко було призначено державну стипендію як видатному діячу культури і мистецтва[6].